# Księstwo sandomierskie
     Ziemia Henryka (księstwo sandomierskie)

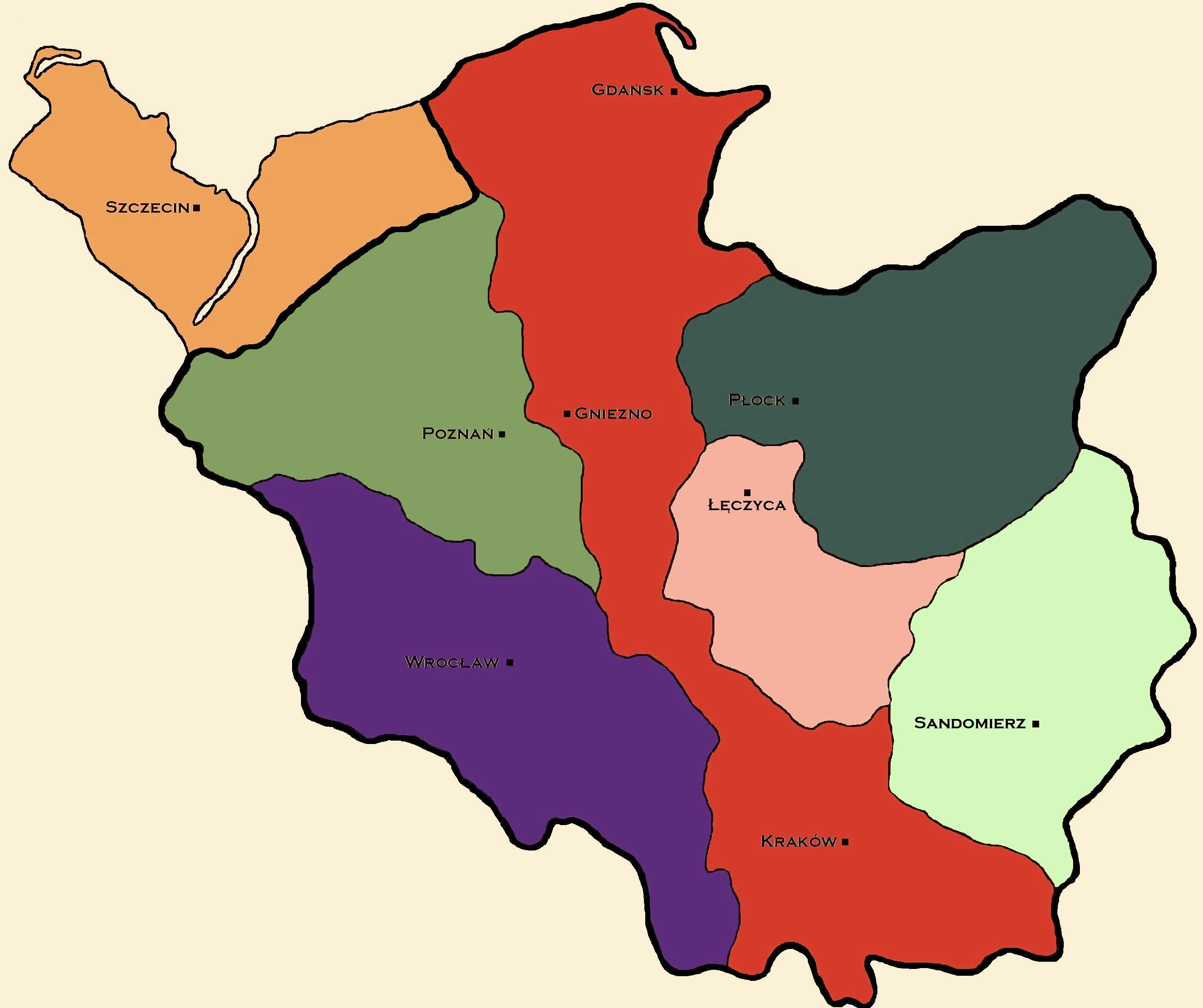
Podział księstwa polskiego na dzielnice w 1138 r. według ustawy sukcesyjnej Bolesława Krzywoustego:
Ziemia Henryka (księstwo sandomierskie)

Księstwo sandomierskie (łac. Ducatus Sandomirensis) – średniowieczne polskie księstwo dzielnicowe istniejące na ziemi sandomierskiej w latach 1138–1320 ze stolicą w Sandomierzu. 

## Historia
Księstwo sandomierskie powstało na skutek rozbicia dzielnicowego Polski przez testament Bolesława III Krzywoustego w 1138 roku.
Na początku księstwo sandomierskie znalazło się w granicach dzielnicy senioralnej, ale po kilkunastu latach zostało wydzielone na rzecz Henryka Sandomierskiego i znalazło się na południowo-wschodniej części państwa polskiego .
Do księstwa sandomierskiego przyłączono w 1173 r. przyłączono księstwo wiślickie. Za rządów Konrada Mazowieckiego prowincja łęczycka została odłączona od dzielnicy senioralnej (w skład której wchodziła prowincja sandomierska) i jako księstwo łęczyckie przyłączona do Mazowsza w ok. 1231 r.; nieco później w 1239 r. lub 1243 r. księstwo łęczyckie utraciło na rzecz ziemi sandomierskiej trzy kasztelanie zapilickie (nadpilickie) zlokalizowane po wschodniej stronie Pilicy: małogoską, żarnowską i skrzyńską (na skutek klęsk Konrada Mazowieckiego w walce o dzielnice sandomierską i krakowską).

## Książęta sandomierscy
- Henryk Sandomierski (1138/1146–1166)
- Bolesław IV Kędzierzawy (1166–1173)
- Kazimierz II Sprawiedliwy (1173–1194)
- Leszek Biały (1194–1227)
- Konrad I mazowiecki (1194–1200)
- (Regentka) Helena znojemska (1194–1200)
- Bolesław V Wstydliwy (1227–1279)
- Bolesław I mazowiecki (1229–1232)
- Leszek Czarny (1279–1288)
- Bolesław II mazowiecki (1288–1289)
- Konrad II czerski (1289)
- Henryk IV Prawy (1289–1290)
- Władysław I Łokietek (1290–1292)
- Wacław II (1292–1304)
- Władysław I Łokietek (1304–1333)